# Птуец, Ясна
Ясна Птуец (в замужестве — Ивелич; хорв. Jasna Ptujec (Ivelić); род. 19 января 1959, Загреб) — югославская гандболистка, вратарь. Олимпийская чемпионка 1984 года, бронзовый призёр чемпионата мира 1982 года.

## Биография
Ясна Птуец родилась 19 января 1959 года в югославском городе Загреб (сейчас в Хорватии).
Играла в гандбол на загребские «Локомотив» (1979—1984) и «Трешневку» (1985—1988).
В 1982 году в составе женской сборной Югославии завоевала бронзовую медаль чемпионата мира в Венгрии.
В 1984 году вошла в состав женской сборной Югославии по гандболу на летних Олимпийских играх в Лос-Анджелесе и завоевала золотую медаль. Играла на позиции вратаря, провела 5 матчей.
В течение карьеры провела за женскую сборную Югославии 76 матчей, забросила 1 мяч.